# Neodactria luteolellus
Neodactria luteolellus là một loài bướm đêm trong họ Crambidae.